# マーベラスサンデー
マーベラスサンデー（欧字名:Marvelous Sunday、1992年5月31日 - 2016年6月30日）は、日本の競走馬・種牡馬。
1997年の宝塚記念（GI）、産経大阪杯（GII）を優勝し、同年のJRA賞最優秀5歳以上牡馬に選出された。その他の勝ち鞍に、1996年の京都大賞典（GII）、エプソムカップ（GIII）、札幌記念（GIII）、朝日チャレンジカップ（GIII）。安定した戦績により、優等生と呼ばれた。

## 経歴

### 出生 - デビューまで
1992年、北海道新冠町の早田牧場に生まれる。通算12回のリーディングサイアーを獲得したサンデーサイレンスの初年度産駒であるが、幼駒の頃は貧弱な馬体が目立ち、長らく買い手が付かなかった。このため、早田牧場生産のマーベラスクラウンを管理する大沢真を説得し、本馬の受け入れを取り付ける。また大沢の計らいにより、馬主はマーベラスクラウン所有者の笹原貞生に決まり、競走年齢に達した1994年3月、栗東トレーニングセンターの大沢厩舎に入った。
以後、秋のデビューを目指して調教が積まれる。調教が進むに連れて優れた瞬発力を見せ始め、8月に行った調教では、素質馬と評判の高かった年長のオースミタイクーンを10馬身突き放し、関係者を驚嘆させた。この時、同馬を管理する武邦彦から要請があり、マーベラスサンデーの騎手は邦彦の三男・豊に決まった。しかし、この調教後に右膝の骨折が判明し、放牧に出される。さらに放牧先で発症した疝痛をこじらせ、一時重篤な状態に陥った。早期に治療が行われ一命は取り留めたものの、これらの経緯からデビュー予定は大幅に遅れた。

### 戦績

#### 4-5歳時（1995-1996年）
翌1995年2月4日、京都競馬場の新馬戦でデビュー。かねて予定の武豊を鞍上に、2着に2馬身半差を付けて初戦勝利を挙げる。次走の条件戦も連勝する(ちなみにこのレースの3着馬は後に牝馬戦線を賑わすことになるフェアダンスであった)と、クラシックへの出走権を確保するため、毎日杯に登録した。しかし直後に右膝を再び骨折し、休養を余儀なくされる。秋に帰厩、態勢立て直しが図られたが、今度は左後脚を骨折して再度の休養に入った。
翌1996年4月に復帰。初戦は競走中の不利もあり4着に終わったが、次走で1年2ヶ月振りの勝利を収める。続く準オープン戦も制してオープンクラスに昇格すると、6月のエプソムカップで重賞に初出走、ユウセンショウ以下を退けて重賞初勝利を挙げた。以降は天皇賞（秋）を目標に、夏から秋にかけ札幌記念、朝日チャレンジカップ、京都大賞典と重賞を連勝。6連勝で天皇賞（秋）に臨んだ。当日は春の天皇賞馬サクラローレルに次ぐ2番人気に支持される。しかし同馬をマークした結果、先に抜け出したバブルガムフェロー、マヤノトップガンを捉えきれず、さらにサクラローレルにも交わされての4着に終わった。
競走後は連戦の疲労が見られたため、ジャパンカップを回避。年末に出走した有馬記念では、サクラローレル、マヤノトップガンとの「新三強」との評を取った。レースでは直線で一旦先頭に立つも、サクラローレルに躱され、2馬身半差の2着で当年のシーズンを終えた。

#### 6歳時（1997年）
翌1997年は、4月に産経大阪杯から始動。これを快勝して天皇賞（春）に臨むと、ローレル、トップガンとの再度の三強対決が注目を集めた。レースはサクラローレルをマークして進み、直線で同馬と激しい競り合いとなった。しかし直後に後方からマヤノトップガンが一気の追い込みを見せ、3分14秒4という芝3200m世界レコードタイムで勝利。マーベラスサンデーはゴール前でローレルに半馬身遅れての3着に終わった。しかし、敗れはしたものの、本競走は天皇賞史上屈指の名勝負として高く評価されている（レース詳細は第115回天皇賞を参照）。
次走に迎えた春のグランプリ・宝塚記念は、マヤノトップガンが秋に備え休養、サクラローレルはフランス遠征と、共に回避を表明していたため出走馬選定のファン投票で第1位に選ばれる。当日もGI競走で初めての1番人気に支持された。レースでは後方で脚を溜め、道中で徐々に先団に進出。直線では前年秋に敗れたバブルガムフェローとの競り合いをクビ差制し、念願のGI制覇を果たした。
しかし競走中に4度目の骨折をしていたことが判明し、休養に入る。これで秋の目標としていたジャパンカップを断念、年末の有馬記念に目標を切り替えての調整が進められた。迎えた有馬記念では、同じく武が主戦騎手を務めていたエアグルーヴも出走していたが、武は本馬を選択。当日は同馬を抑え1番人気に支持された。レースでもエアグルーヴを交わして勝利目前であったが、ゴール直前で大外から追い込んだシルクジャスティスにアタマ差交わされ、2着に敗れた。
翌1998年も現役を続行。しかし初戦に予定していた阪神大賞典への調整中に右前脚屈腱炎を発症。そのまま競走生活から退き、種牡馬入りとなった。

## 競走成績
以下の内容は、netkeiba.comおよびJBISサーチに基づく。
| 年月日 | 年月日 | 年月日 | 競馬場 | 競走名          | 格   | 頭 数 | 枠 番 | 馬 番 | オッズ （人気） | 着順 | 騎手 | 斤量 [kg] | 距離（馬場）  | タイム （上り3F） | タイム 差 | 勝ち馬/（2着馬）       |
| 1995.  | 2.     | 4      | 京都   | 4歳新馬         |      | 11    | 2     | 2     | 2.2（1人）      | 1着  | 武豊 | 55        | ダ1800m（良） | 1.55.8 (37.1)     | -0.3      | （ヤグラグラビトン）   |
|        | 3.     | 5      | 京都   | ゆきやなぎ賞    | 500  | 13    | 8     | 13    | 2.4（1人）      | 1着  | 武豊 | 55        | 芝2000m（良） | 2.02.6 (34.4)     | 0.0       | （ダイタクサージャン） |
| 1996.  | 4.     | 13     | 阪神   | 明石特別        | 900  | 15    | 4     | 6     | 2.1（1人）      | 4着  | 武豊 | 56        | 芝2000m（良） | 2.01.5 (36.0)     | 0.4       | ミラーズエイト         |
|        | 5.     | 5      | 京都   | 鴨川特別        | 900  | 10    | 2     | 2     | 1.3（1人）      | 1着  | 武豊 | 56        | 芝1800m（稍） | 1.48.1 (36.3)     | -0.8      | （ファーストソニア）   |
|        | 5.     | 18     | 中京   | 桶狭間S         | 1500 | 12    | 2     | 2     | 1.2（1人）      | 1着  | 武豊 | 56.5      | 芝1800m（良） | 1.48.3 (34.7)     | -0.1      | （ニシノダイオー）     |
|        | 6.     | 1      | 東京   | エプソムC       | GIII | 14    | 6     | 10    | 2.2（1人）      | 1着  | 武豊 | 57        | 芝1800m（良） | 1.45.7 (34.8)     | -0.1      | （ユウセンショウ）     |
|        | 6.     | 30     | 札幌   | 札幌記念        | GIII | 14    | 8     | 13    | 1.5（1人）      | 1着  | 武豊 | 58        | 芝2000m（稍） | 2.01.6 (35.6)     | 0.0       | （マイヨジョンヌ）     |
|        | 9.     | 8      | 阪神   | 朝日チャレンジC | GIII | 11    | 1     | 1     | 1.4（1人）      | 1着  | 武豊 | 57        | 芝2000m（良） | 1.59.5 (34.8)     | -0.1      | （スターマン）         |
|        | 10.    | 6      | 京都   | 京都大賞典      | GII  | 14    | 4     | 5     | 1.2（1人）      | 1着  | 武豊 | 57        | 芝2400m（良） | 2.25.1 (33.8)     | -0.1      | （ミナモトマリノス）   |
|        | 10.    | 27     | 東京   | 天皇賞（秋）    | GI   | 17    | 6     | 11    | 4.0（2人）      | 4着  | 武豊 | 58        | 芝2000m（良） | 1.58.9 (34.2)     | 0.2       | バブルガムフェロー     |
|        | 12.    | 22     | 中山   | 有馬記念        | GI   | 14    | 7     | 11    | 8.4（3人）      | 2着  | 武豊 | 57        | 芝2500m（良） | 2.34.2 (37.1)     | 0.4       | サクラローレル         |
| 1997.  | 3.     | 30     | 阪神   | 産経大阪杯      | GII  | 19    | 7     | 1     | 1.5（1人）      | 1着  | 武豊 | 58        | 芝2000m（稍） | 2.02.0 (35.9)     | -0.2      | （ユウトウセイ）       |
|        | 4.     | 27     | 京都   | 天皇賞（春）    | GI   | 16    | 7     | 14    | 4.1（3人）      | 3着  | 武豊 | 58        | 芝3200m（良） | 3.14.7 (35.0)     | 0.3       | マヤノトップガン       |
|        | 7.     | 6      | 阪神   | 宝塚記念        | GI   | 12    | 6     | 8     | 2.3（1人）      | 1着  | 武豊 | 58        | 芝2200m（良） | 2.11.9 (36.4)     | 0.0       | （バブルガムフェロー） |
|        | 12.    | 21     | 中山   | 有馬記念        | GI   | 16    | 2     | 3     | 3.0（1人）      | 2着  | 武豊 | 56        | 芝2500m（良） | 2.34.8 (36.8)     | 0.0       | シルクジャスティス     |

## 種牡馬時代
競走馬引退後は、北海道新冠町のCBスタッドで種牡馬となる。供用4年目の2003年にCBスタッドが倒産・閉鎖したため、以後は優駿スタリオンステーションに繋養されていた。2004年に初年度産駒のシルクフェイマスが日経新春杯を制し、種牡馬としての重賞初勝利。2008年にはキングジョイが中山大障害に優勝し、GI初勝利も挙げている。中央リーディングサイアーランキングでは芝の最高位が17位、ダートは15位（ともに2004年）、障害ではJG1馬を出すなど、馬場を問わず産駒が活躍し、7シーズンで100頭以上の交配相手を確保する人気種牡馬となった。
2012年に一時種牡馬を引退し、大西ステイブルで功労馬として余生を送っていたが、2014年に元の繋養先である優駿スタリオンステーションで種牡馬に復帰。この年限りで再び種牡馬を引退し、功労馬として余生を送る。2016年3月24日に大西スティブルから新ひだか町の織田米晴牧場に移動し、同年6月30日、老衰のため死去。24歳であった。

### 主な産駒
※括弧内は当該馬の勝利重賞競走。

#### GI級競走優勝馬
- 2002年産

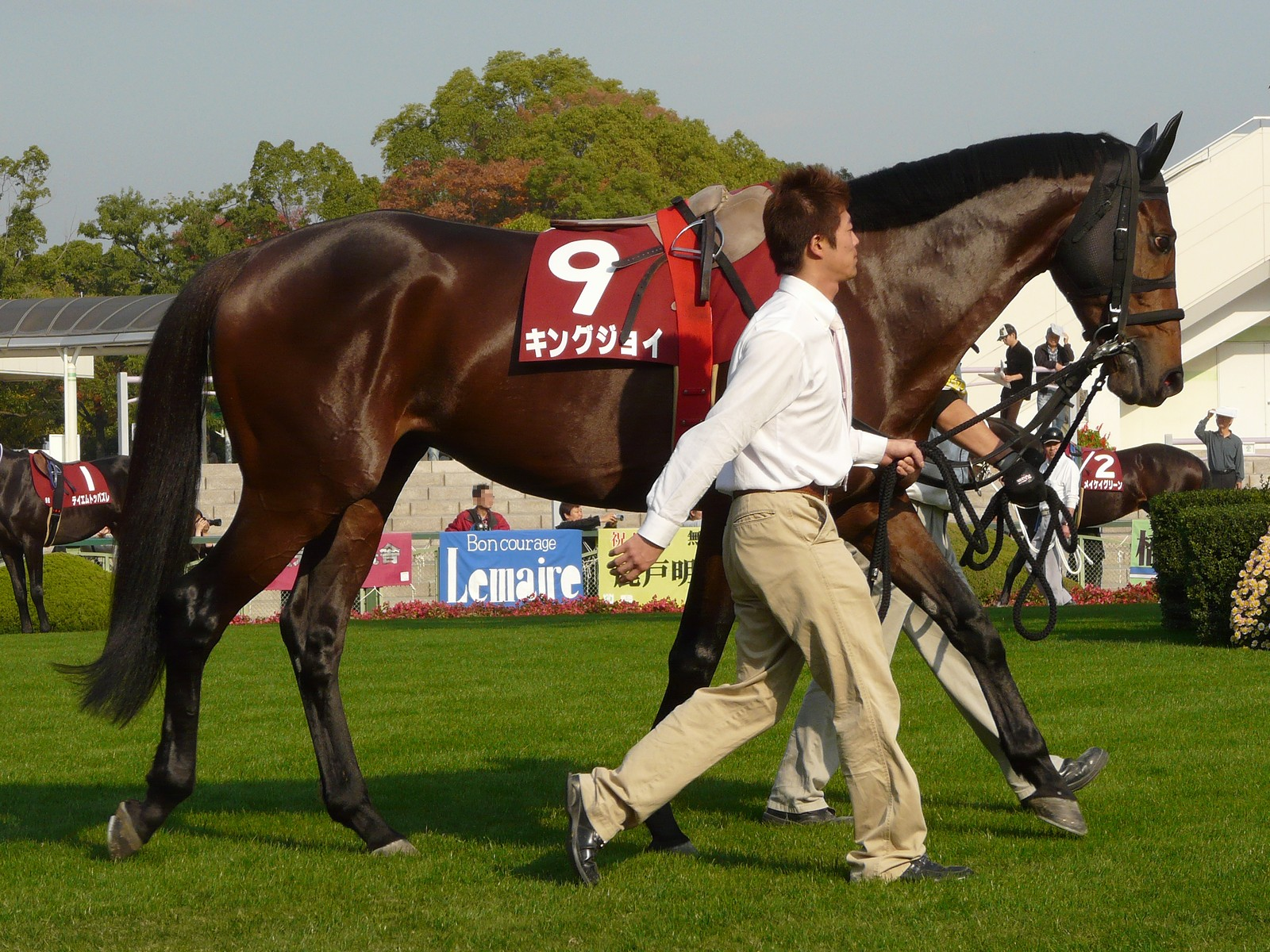
キングジョイ（2002年産）

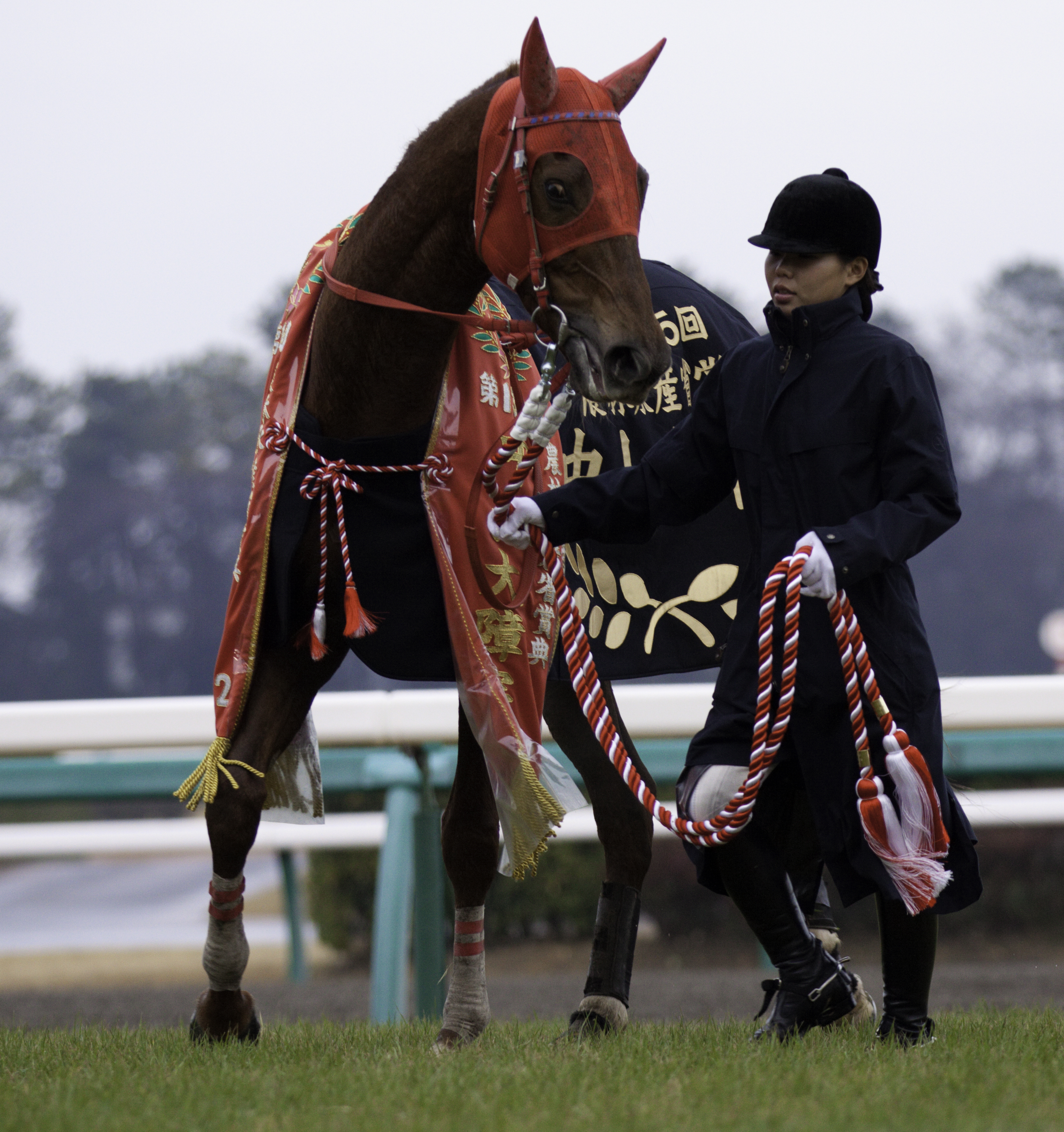
マーベラスカイザー（2008年産）

  - キングジョイ（中山大障害 2回、京都ハイジャンプ、京都ジャンプステークス）
- 2008年産
  - マーベラスカイザー（中山大障害）

#### グレード制重賞優勝馬
- 1999年産
  - シルクフェイマス（日経新春杯、京都記念、アメリカジョッキークラブカップ）
  - ラヴァリーフリッグ（マリーンカップ）
- 2003年産
  - ネヴァブション（日経賞、アメリカジョッキークラブカップ 2回）
- 2004年産
  - ドングラシアス（小倉サマージャンプ）
- 2005年産
  - ラッシュストリート（佐賀記念）
  - スマートギア（中日新聞杯）
- 2006年産
  - サニーサンデー（福島記念）
- 2012年産
  - タツゴウゲキ（小倉記念、新潟記念）
- 2013年産
  - ケンホファヴァルト（京都ジャンプステークス）

#### 地方重賞優勝馬
- 1999年産
  - ナノテクノロジー（若駒賞、ウインターカップ、不来方賞、金杯）
- 2000年産
  - サンデーバニヤン（大井記念）
- 2003年産
  - ブライダルサンデー（ル・プランタン賞、荒炎賞）
  - マトリックス（MRO金賞）
- 2005年産
  - セレン（京成盃グランドマイラーズ、大井記念、東京記念、勝島王冠）
  - ラプレ（星雲賞）
  - ロッソトウショウ（兵庫サマークイーン賞、秋桜賞、兵庫クイーンカップ）
- 2007年産
  - ムツミマーベラス（福山3歳牝馬特別、福山チャンピオンシップ、福山2歳優駿）
  - ロックハンドスター（岩手ダービーダイヤモンドカップ、ダービーグランプリ、阿久利黒賞、南部駒賞、若駒賞、桐花賞、不来方賞）
  - ガンバルジャン（志布志湾賞）
- 2008年産
  - ラスワロフスキー（リリーカップ）
- 2009年産
  - コパノモーニング（水無月賞）
- 2010年産
  - カシノランナウェイ（霧島賞、たんぽぽ賞）
  - ガウチョ（佐賀皐月賞）
- 2011年産
  - キットピーク（戸塚記念）
- 2013年産
  - モリデンルンバ（ニューイヤーカップ）

### ブルードメアサイアーとしての主な産駒

#### GI級競走優勝馬
- 2012年産
  - レッツゴードンキ（桜花賞、京都牝馬ステークス）- 父キングカメハメハ

#### グレード制重賞優勝馬
- 2012年産
  - ジャジャウマナラシ（兵庫ジュニアグランプリ）- 父アサクサデンエン

#### 地方重賞優勝馬
- 2015年産
  - スーパースナッズ（佐賀がばいダッシュ）- 父ロージズインメイ[17]
- 2019年産
  - ドミニク（ゴールドウィング賞、クイーンカップ）- 父トーセンブライト
- 2020年産
  - ブレイブアモーレ（佐賀ユースカップ、ロータスクラウン賞）- 父バンブーエール
- 2021年産
  - トラジロウ（イノセントカップ、ネクストスター門別、星雲賞）- 父ダノンレジェンド

## 競走馬としての特徴
非常に気性が激しい面があり、同じく気の荒いことで知られたマーベラスクラウンの担当者・古川代津雄が厩務員を務めた。しかしレースが近いことを察知すると自然に大人しくなっていき、競馬では全く荒い面を見せなかった。武豊は「騎手の指示通り動くし、変なことをしないところ」という点を長所として挙げている。また、直線に向いたところで少し仕掛けただけで先頭に立ってしまうが、これが早すぎるとモノ見をしてしまうところがあったと語っている。ゴール前では自分から力を緩める傾向があったといい、これを念頭に置いたレース運びをしていたため、勝つときは常に僅差であった。
爆発的な能力には欠けたとも言われ、特にサクラローレルとの力量差は関係者からも指摘されているが、15戦10勝、敗れた5戦も全て4着以内を確保した安定性は特筆すべきものと評価を受けている。

## エピソード
- レースに臨む際、パドックから本馬場に向かう地下馬道と、発走直前の輪乗り時に必ず放尿する習慣があることも知られていた。武によれば、エプソムカップから始まった癖であるという[25]。唯一のG1勝利となった1997年宝塚記念当日は輪乗りの際に2回放尿していたという[26]。
- 競走生活中は赤いメンコ（覆面）がトレードマークであった。これは古川が「どこにいても所在が分かるように」と考案した手編みの特製品であり[18]、種牡馬入りに際して、種馬場にマーベラスサンデーを出迎えに訪れたファンの少年にプレゼントされた[27]。

## 血統表
| マーベラスサンデーの血統                          | マーベラスサンデーの血統                    | マーベラスサンデーの血統           | （血統表の出典）                   | （血統表の出典） |
| 父系                                              | ヘイロー系（サンデーサイレンス系）          | ヘイロー系（サンデーサイレンス系） | ヘイロー系（サンデーサイレンス系） | [ § 2 ]          |
| 父 *サンデーサイレンス Sunday Silence 1986 青鹿毛 | 父の父Halo 1969 黒鹿毛                      | Hail to Reason                     | Turn-to                            | Turn-to          |
| 父 *サンデーサイレンス Sunday Silence 1986 青鹿毛 | 父の父Halo 1969 黒鹿毛                      | Hail to Reason                     | Nothirdchance                      |                  |
| 父 *サンデーサイレンス Sunday Silence 1986 青鹿毛 | 父の父Halo 1969 黒鹿毛                      | Cosmah                             | Cosmic Bomb                        | Cosmic Bomb      |
| 父 *サンデーサイレンス Sunday Silence 1986 青鹿毛 | 父の父Halo 1969 黒鹿毛                      | Cosmah                             | Almahmoud                          |                  |
| 父 *サンデーサイレンス Sunday Silence 1986 青鹿毛 | 父の母Wishing Well 1975 鹿毛                | Understanding                      | Promised Land                      | Promised Land    |
| 父 *サンデーサイレンス Sunday Silence 1986 青鹿毛 | 父の母Wishing Well 1975 鹿毛                | Understanding                      | Pretty Ways                        |                  |
| 父 *サンデーサイレンス Sunday Silence 1986 青鹿毛 | 父の母Wishing Well 1975 鹿毛                | Mountain Flower                    | Montparnasse                       | Montparnasse     |
| 父 *サンデーサイレンス Sunday Silence 1986 青鹿毛 | 父の母Wishing Well 1975 鹿毛                | Mountain Flower                    | Edelweiss                          |                  |
| 母 モミジダンサー 1980 栗毛                       | 母の父*ヴァイスリーガル Viceregal 1966 栗毛 | Northern Dancer                    | Nearctic                           | Nearctic         |
| 母 モミジダンサー 1980 栗毛                       | 母の父*ヴァイスリーガル Viceregal 1966 栗毛 | Northern Dancer                    | Natalma                            |                  |
| 母 モミジダンサー 1980 栗毛                       | 母の父*ヴァイスリーガル Viceregal 1966 栗毛 | Victoria Regina                    | Menetrier                          | Menetrier        |
| 母 モミジダンサー 1980 栗毛                       | 母の父*ヴァイスリーガル Viceregal 1966 栗毛 | Victoria Regina                    | Victoriana                         |                  |
| 母 モミジダンサー 1980 栗毛                       | 母の母*モミジ Momigi 1972 栗毛              | Laugh Aloud                        | Tom Fool                           | Tom Fool         |
| 母 モミジダンサー 1980 栗毛                       | 母の母*モミジ Momigi 1972 栗毛              | Laugh Aloud                        | Gloria Nicky                       |                  |
| 母 モミジダンサー 1980 栗毛                       | 母の母*モミジ Momigi 1972 栗毛              | Hold Me Close                      | Native Dancer                      | Native Dancer    |
| 母 モミジダンサー 1980 栗毛                       | 母の母*モミジ Momigi 1972 栗毛              | Hold Me Close                      | Sticky Case F-No.9-h               |                  |
| 母系(F-No.)                                       | 9号族(FN:9-h)                               | 9号族(FN:9-h)                      | 9号族(FN:9-h)                      | [ § 3 ]          |
| 5代内の近親交配                                   | Almahmoud4×5、Native Dancer4×5              | Almahmoud4×5、Native Dancer4×5     | Almahmoud4×5、Native Dancer4×5     | [ § 4 ]          |
| 出典                                              | 1. 2. 3. 4.                                 | 1. 2. 3. 4.                        | 1. 2. 3. 4.                        | 1. 2. 3. 4.      |

祖母モミジは早田がカナダで所有し、3歳・4歳時にカナダの牝馬チャンピオンに輝いた名牝。カナダ国旗に描かれているメイプルリーフ（カエデ）をモミジと勘違いしてこの名をつけたというエピソードがある。モミジの仔（モミジダンサーの半妹）には、ロイヤルシルキー（クイーンステークス）がいる。母の父のヴァイスリーガルは1968年にカナダ年度代表馬に選出され、全弟に1979年から1989年まで11年連続でカナダリーディングサイアーとなったヴァイスリージェントを持つ。